# 國立中興大學
國立中興大學（簡稱興大、NCHU），是一所校本部位於台灣臺中市南區的國立研究型綜合大學，起源自臺灣總督府創辦的農林專門學校，臺北帝國大學設立後併入為附屬農林專門部，而後於1943年獨立設校並遷址台中。中興大學以農業科學、農業經濟學、獸醫學、生命科學、轉譯醫學、材料科學、生醫工程、生物科技、綠色科技等研究領域見長，校友共有7位中央研究院院士，皆為生命科學組。興大目前共有12個學院與興大附農、興大附中兩所附屬中學。
近年與臺中榮民總醫院、彰化師範大學、中國醫藥大學等機構合作，2022年學士後醫學系設立，為台灣中部第一所國立大學醫學系。興大醫學院並未設置教學醫院而採用美國哈佛醫學院模式與鄰近醫院合作培養醫學人才。興大也與臺中市政府合作，簽訂合作意向書，共同推動數位文化、智慧城市帶動區域發展。

## 校史
與臺灣省政府的所在地中興新村相同，「中興」之名意謂反攻大陸（重演中國歷代中興）的國家願景。同時，與當時也是省立大學的成大並列，即可組成「中興成功」的造句。興大亦為臺灣本土創校歷史次久的高等教育學校。

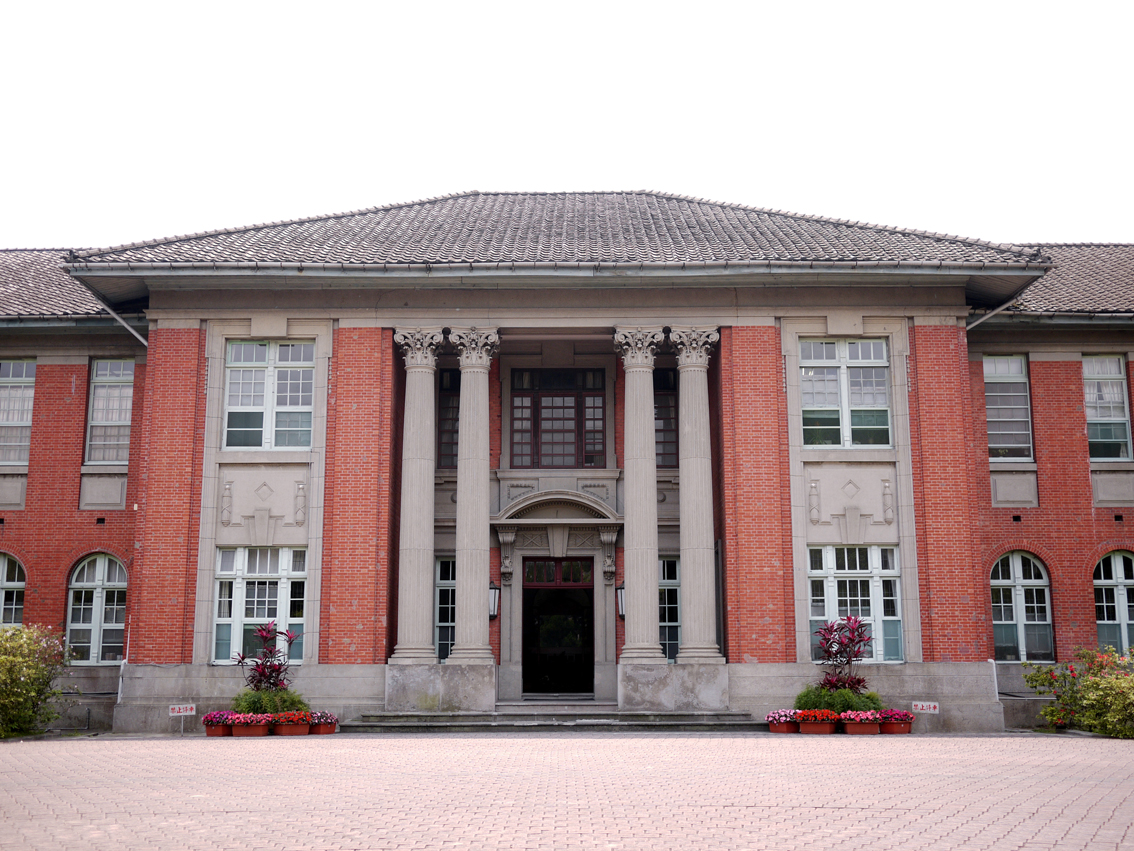
臺灣總督府農林專門學校校舍（今國立臺灣大學行政大樓）

### 公館時期(1919-1943)
國立中興大學前身「臺北高農」於日治時期成立，係臺灣總督府為培養當地農業技術人才而設立的高等學校之一。1919年，臺灣總督府農林專門學校成立，設有農業科和林業科。1922年，新教育令實施後更名為臺灣總督府高等農林學校，1927年再更名為臺北高等農林學校。1928年（昭和3年、民國17年），該校轉交給臺北帝國大學，並更名為「臺北帝國大學附屬農林專門部」。1943年（民國32年），遷至臺中並獨立設校。
臺北高農的公館校地成為臺北帝大發展之校地。1928年，臺北帝大創校初期的地圖顯示了臺北高農校園的輪廓。高農校舍主要位於校區南側，與臺灣總督府中央研究所農業部（以下簡稱農業部）的校舍透過一條中軸道路相連。這段時期，臺北高農與總督府農業部的關係緊密，校舍與農業部的地緣關係密切，部分校舍甚至興建在農業部的用地上。高農經常借用農業部的空間作為教學和典禮場所。
今日臺大校園中，第一行政大樓、農化系實驗室、磯永吉紀念室等建築，皆為臺北高農時期的遺存。當時主要的四棟教學行政建築分別是本館（1926年落成）、農學教室（1925年落成）、林學教室（1923年落成）及化學教室（1924年落成），這些建築以南北走向的廊道串連。本館和化學教室即為今日的第一行政大樓及農化系實驗室。高農時期，校園南北側種植了蒲葵樹列，至今仍在台大農化系實驗室南側、農業綜合館及共同教學館之間保存。除了少數移植外，其餘樹齡皆超過90年。第一會議室和物理系液態氮機室雖在臺北帝大時期才完工，但早在帝大成立之前已預定興建，並保持了高農時期的建築風格。

### 台中頂橋仔時期(1943-1950)
在1943年4月1日（昭和18年），台北帝國大學的附屬農林專門部正式分出，改制為「台灣總督府台中高等農林學校」。由於校舍尚未準備妥當，該校暫時借用台北原校舍上課。同年10月1日，學校遷至台中市南郊外約二公里處的頂橋子頭（即現今校址），並改名為「台灣總督府台中農林專門學校」。
在1944年4月1日（昭和19年），學校再次改制為「台灣總督府台中農林專門學校」，進一步鞏固了其在農林專業教育中的地位。1945年二戰結束，11月30日舉行閉校儀式；12月1日更名為臺灣省立臺中農業專科學校。到1946年9月1日（民國35年），學校升格為「台灣省立農學院」，周進三先生被任命為首任院長。此時，學校設立了農藝學系、森林學系和農業化學系，並擁有一個農場及三個演習林。此外，學校訂定每年12月1日為校慶紀念日，以紀念學校的創立和發展歷程。

### 台中農學院到省立興大(1950-1971)
1950年，學校接收林務局第三模範林場（今惠蓀林場）及其辦公室，成立台灣省立農學院實驗林管理處，並於1954年遷回校本部。1956年，成立植物學系和化學系；1958年，成立畜牧獸醫學系；1960年，植物病蟲害學系改制為植物病理學系和昆蟲學系。同年，行政院核定以台中農學院為基礎籌設大學，考慮校名為台中大學、中正大學或中興大學。
1961年，台灣省立農學院（台中）與台灣省立法商學院（台北）合併為台灣省立中興大學，標誌著中興大學校名的開始，新設應用數學系和土木工程學系，並成立理工學院。1964年，理工學院成立機械工程學系，同年新設水土保持學系。1968年，成立夜間部，新設歷史系、外文系及文學院。1969年，農業化學系擴編為土壤科學系。
中興大學得名於中華民國政府預計反攻大陸後，台灣省政府遷回台北，中興新村用地撥給中興大學。當時，教育部計劃將政治大學合併法商學院，台灣省教育廳為保持掌控，將法商學院與台中農學院合併為中興大學。合併後，中央研究院院士林致平博士擔任首任校長。
1950年代，國立台灣大學、省立師範學院（國立臺灣師範大學前身）、省立農學院（興大前身）、省立工學院（國立成功大學前身）並稱為台灣高等教育四大學府。

### 國立中興大學時期(1971至今)
1971年7月1日，台灣省議會提議將台灣省立中興大學升格並改名為「國立中山大學」，但未能成功。同年，中興大學改隸教育部，正式更名為「國立中興大學」。1974年，畜牧獸醫學系分為獸醫學系及畜牧學系，開始獨立招生。1976年，理工學院成立環境工程學系。1980年，農學院成立家畜醫院。1987年，理工學院成立物理學系。1988年，理工學院分設為「理學院」及「工學院」，理學院包含化學系、植物學系、應用數學系及物理學系；工學院包含環境工程學系、機械工程學系及土木工程學系。
1990年，理學院成立分子生物研究所。1994年，理學院成立動物科學系，由理學院的植物學系、分子生物學研究所及動物學系合併設立「生命科學院」，並在分子生物學研究所成立博士班。1995年3月，台中校總區和台北法商學院的學生會各自成立。同年，家畜醫院更名為獸醫教學醫院。1997年，台中夜間部轉型為台中進修部，台北校區夜間部也轉型為台北進修部，隔年成立推廣教育中心。1999年，成立「獸醫學院」，這是全國首創且組織最完整的獸醫學院。
1999年9月21日，台灣本島發生芮氏規模7.3級的大地震，震央在南投縣集集鎮，全台死亡人數超過兩千人，中興大學台中校區也受到嚴重損害。

#### 2000-2020年發展
2000年，國立中興大學法商學院改制為國立台北大學，同年台中校區的校本部增設社會科學暨管理學院。2002年，隸屬生命科學院的植物學系、動物學系整合成生命科學系所。同年8月1日，進修部與推廣教育中心合併成為進修推廣部，並由教學單位轉型為行政單位。
2005年，教育部提出興大與國立台中教育大學整合發展計畫，期望將兩校合併以達到教育資源重新平均分配的目的。然而，由於中教大的強烈反對以及對合併後校名的異議，計畫最終失敗。同年，國立中興大學入選教育部發展國際一流大學及頂尖研究中心計畫（五年五百億）。2008年，興大再次入選該計畫的第二階段，並與中科合組中科產學訓協會。同年5月，國立中興大學中科校區落成啟用。
2010年9月，進修推廣部轉型更名為創新產業推廣學院。2011年8月1日，社會科學暨管理學院更名為管理學院，並增設法政學院。同年，國立中興大學在頂尖計畫第二期（2011-2015）中獲得教育部3億元經費補助。2011年8月1日，李德財博士繼任中興大學第十四任校長。
2014年2月1日，國立中興大學合併國立台中高級農業職業學校和國立大里高級中學，改制為國立中興大學附屬台中高級農業職業學校和國立中興大學附屬高級中學，創下國內大專院校首次同時擁有高級職業學校和高級中學的紀錄。2015年，由於校門已於1983年搬至興大路，原校址（國光路250號）不易找到校門，行政會議通過增編「興大路145號」為正門門牌，並作為預設通訊地址。
2017年，拆除舊校門的蔣中正銅像，改為已故校長湯惠蓀銅像，原基座的中華民國國徽改為興大校訓。成立「推動學校午餐專案辦公室」，創新產業推廣學院更名為「創新產業暨國際學院」。2018年4月10日，成立全國首座植物教學醫院，變更校徽及校本部內之路名。8月1日，「電機資訊學院」正式成立。

#### 2020年以後發展
2020年7月，行政院中部聯合服務中心透露國立中興大學有意在南投中興新村設立分校。10月7日，成立「國立中興大學中興新村校區籌備處」，副校長黃振文擔任主任，教授蔡岡廷擔任執行長。11月20日，興大向教育部申請設置學士後醫學系，預計將醫學院設於南投中興新村，但校方優先考量校內現址。
2021年1月，向行政院遞件規劃設立國立中興大學南投中興新村校區，總面積62.5公頃。同年8月1日，正式成立「數據與人工智慧專業學院」。11月8日，國立中興大學加入「臺灣國立大學系統」（NUST），與11所國立大學整合資源。2022年2月，教育部核准設立學士後醫學系，首年招收23名公費生。資訊科學與工程學系改名為「資訊工程學系」，並增設循環經濟學院。9月，南投校區啟用，循環經濟研究學院率先進駐，未來將成立數據與人工智慧專業學院、環境設計與氣候變遷專業學院及法律專業學院。11月，成立國立中興大學復興校區籌備處。
2023年7月，宣布「中興大學復興校區智慧醫療園區BOT案」招商，計劃投資逾新台幣50億元（預計2024年8月動工，2028年完工營運）；8月1日，中興大學醫學院正式成立，包括學士後醫學系與組織工程與再生醫學博士學位學程，並與台中榮民總醫院、彰化基督教醫院、童綜合醫院及秀傳醫療體系合作，提供專業臨床訓練。9月13日，南投校區正式啟用，循環經濟研究學院揭牌，標誌著中興新村南核心大學城的首部曲。同年12月9日，與資訊工業策進會簽署合作備忘錄，共同推動「中台灣智慧機械與製造大聯盟」。
2024年與澳大利亞塔斯馬尼亞大學及新南威爾士大學簽約成姊妹校。

## 學校象徵

### 校徽
初始設計源自1971年的公開徵稿，2019後以提升辨識度的名義調整。

### 校旗
初始設計源自1972年的公開徵稿，經校方審查後採用。

### 校訓
興大的校訓為「誠、樸、精、勤」。
誠者，忠信無偽，真實無欺之謂也。
樸者，質實無華，真率不偽之謂也。
精者，精誠專一，精進不已之謂也。
勤者，奮勉努力，不惰不匱之謂也。

### 校樹及校花
2012年四月至六月，宿舍委員會特別舉行了票選校樹校花活動，選出代表興大精神與凝聚向心力的校樹及校花。
- 校樹：楓香
- 校花：臺灣蝴蝶蘭

## 歷任校長
| 日治時期                   | 日治時期 | 日治時期   | 日治時期       | 日治時期       |
| 校名                       | 任次     | 校長       | 就職時間       | 卸任時間       |
| -------------------------- | -------- | ---------- | -------------- | -------------- |
| 臺灣總督府農林專門學校     | 1        | 阿部文夫   | 1919年4月19日  | 1920年5月26日  |
| 臺灣總督府農林專門學校     | 2        | 大島金太郎 | 1920年5月27日  | 1934年2月7日   |
| 臺灣總督府高等農林學校     | 1        | 大島金太郎 | 1920年5月27日  | 1934年2月7日   |
| 臺灣總督府台北高等農林學校 | 1        | 大島金太郎 | 1920年5月27日  | 1934年2月7日   |
| 臺北帝國大學附屬農林專門部 | 1        | 大島金太郎 | 1920年5月27日  | 1934年2月7日   |
| 臺北帝國大學附屬農林專門部 | 2        | 八谷正義   | 1934年2月8日   | 1938年5月3日   |
| 臺北帝國大學附屬農林專門部 | 3        | 野田幸豬   | 1938年5月3日   | 1945年11月30日 |
| 臺灣總督府臺中高等農林學校 | 1        | 野田幸豬   | 1938年5月3日   | 1945年11月30日 |
| 臺灣總督府臺中農林專門學校 | 1        | 野田幸豬   | 1938年5月3日   | 1945年11月30日 |
| 中華民國時期               |          |            |                |                |
| 臺灣省立臺中農業專科學校   | 1        | 周進三     | 1945年12月1日  | 1948年         |
| 臺灣省立農學院             | 1        | 周進三     | 1945年12月1日  | 1948年         |
| 臺灣省立農學院             | 2        | 李亮恭     | 1948年         | 1951年         |
| 臺灣省立農學院             | 3        | 林一民     | 1951年         | 1954年         |
| 臺灣省立農學院             | 4        | 王志鵠     | 1954年         | 1961年         |
| 省立中興大學               | 1        | 林致平     | 1961年7月1日   | 1963年6月      |
| 省立中興大學               | 2        | 湯惠蓀     | 1963年6月      | 1966年11月20日 |
| 省立中興大學               | 3        | 劉道元     | 1966年11月21日 | 1972年6月      |
| 國立中興大學               | 1        | 劉道元     | 1966年11月21日 | 1972年6月      |
| 國立中興大學               | 2        | 羅雲平     | 1972年8月      | 1981年7月31日  |
| 國立中興大學               | 3        | 李崇道     | 1981年8月1日   | 1984年7月31日  |
| 國立中興大學               | 4        | 貢穀紳     | 1984年8月1日   | 1988年7月31日  |
| 國立中興大學               | 5        | 陳清義     | 1988年8月1日   | 1994年9月30日  |
| 國立中興大學               | 6        | 黃東熊     | 1994年10月1日  | 1997年9月30日  |
| 國立中興大學               | 7        | 李成章     | 1997年10月1日  | 2000年9月30日  |
| 國立中興大學               | 8        | 彭作奎     | 2000年10月1日  | 2001年2月9日   |
| 國立中興大學               | 代理     | 薛敬和     | 2001年2月10日  | 2001年10月31日 |
| 國立中興大學               | 9        | 顏聰       | 2001年11月1日  | 2004年7月31日  |
| 國立中興大學               | 10       | 蕭介夫     | 2004年8月1日   | 2011年7月31日  |
| 國立中興大學               | 11       | 李德財     | 2011年8月1日   | 2015年7月31日  |
| 國立中興大學               | 12       | 薛富盛     | 2015年8月1日   | 2023年7月31日  |
| 國立中興大學               | 13       | 詹富智     | 2023年8月1日   | 現任           |

## 校園與設施

### 臺中校本部

中興大學校本部航照圖

位於臺中市南區興大路145號。1943年4月1日，臺灣總督府臺中高等農林學校脫離臺北帝國大學獨立，同年10月1日，遷往臺中南郊頂橋仔頭設校，現今此校地位置，為中興大學校本部，占地53.15公頃。

### 南投校區

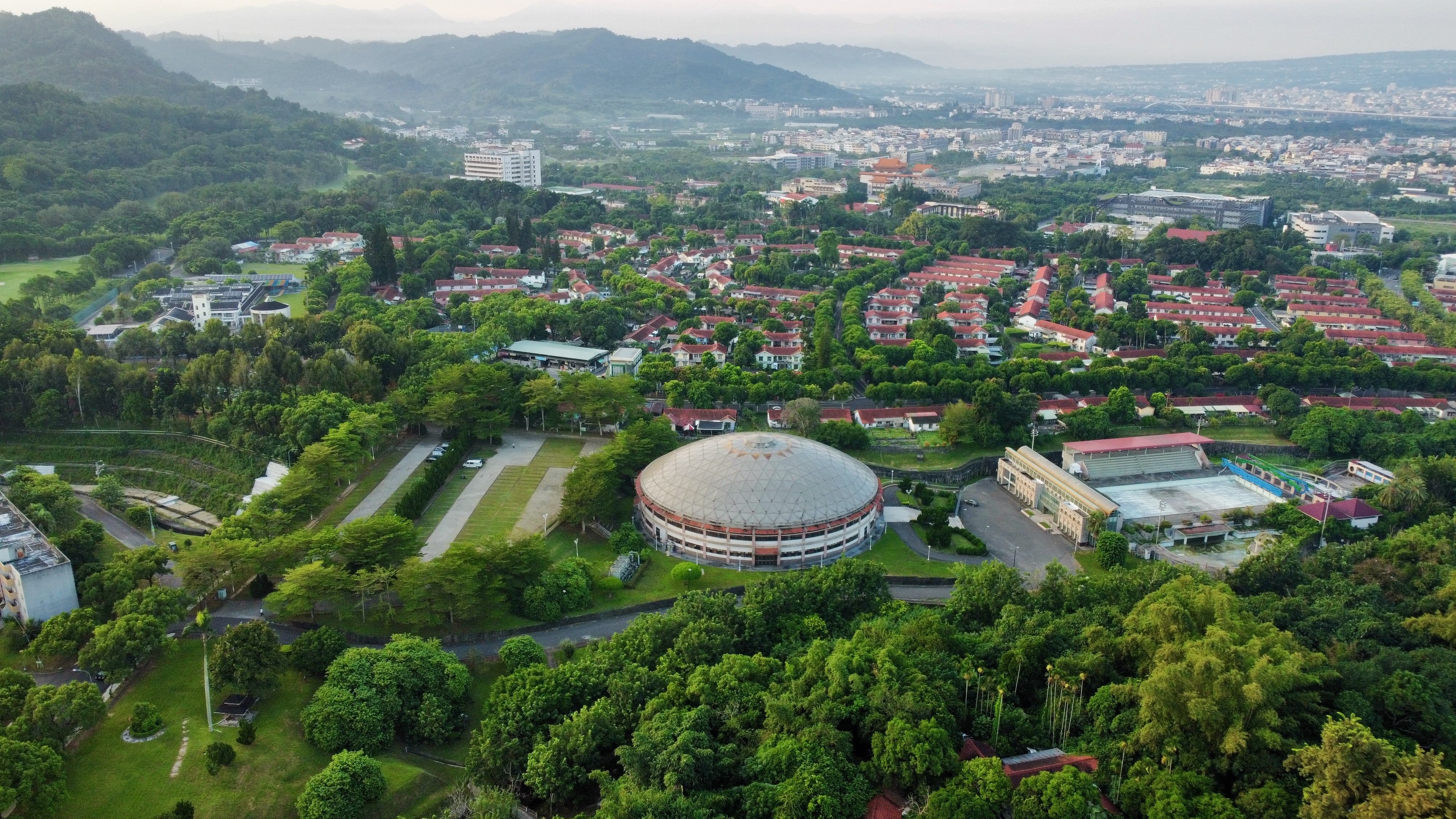
中興新村南核心，為中興大學南投校區

位於南投縣南投市中興新村，占地82.18公頃。規劃循環經濟研究學院、法律專業學院、數據與人工智慧專業學院、國際學院、教務處、學務處、總務處、國際事務處、計資中心、環安中心、林管處、植物園、昆蟲博物館、學生體育活動區、學人宿舍、國際學舍、健康醫療長照園區等。

### 復興校區
- 智慧醫療園區包含附設醫院、醫學教學研究大樓、智慧醫療創新大樓、精準健康大樓[18][19]

## 組織
國立中興大學的組織編制中包含1名校長及4名副校長，組織中有16個行政單位、17個教學研究單位及2個附屬學校。
行政組織包含教務處、學生事務處、總務處、研究發展處、國際事務處、圖書館、計算機及資訊網路中心、秘書室、藝術中心、人事室、主計室、體育室 、師資培育中心、環境保護暨安全衛生中心、產學研鏈結中心、校友中心。
教學研究單位包含文學院、農業暨自然資源學院、理學院、工學院、生命科學院、獸醫學院、管理學院、法政學院、電機資訊學院、醫學院創新產業暨國
際學院、生物科技發展中心、前瞻理工科技研究中心、人文社會科學前瞻研究中心、農產品驗證中心、校級學位學程、循環經濟研究學院。
附屬學校包含國立中興大學附屬高級中學及國立中興大學附屬臺中高級農業職業學校。

### 學生會
國立中興大學學生會成立於1995年，為代表全校學生的學生自治組織，於興大註冊的學生均為興大學生會的當然會員。興大學生會採三權分立的架構，設有「行政中心」、「學生代表大會」、「學生法院」，分別對應行政、立法、司法權。行政中心由學生會會長領導，下設有秘書處、新聞部、財務部、外務部、學會部、社團部、活動部、生活部、學生權益部等部門及選務委員會。學生代表大會由學生代表組成，互選議長主持議事，下設有各委員會。學生法院則由學生法官組成，其中一人為學生法院主席。

## 大學排名

### 補助金額
中興大學執行教育部高等教育深耕計畫連年績優並獲增額補助，2020年起獲補助經費穩居全國第五(前五名依序為臺大、成大、陽明交大、清大、興大)。

## 校際交流

### EMBA商管聯盟
興大與中央、中山、政大、交大、成大、清大、臺科大、中正共 9 校所組成的EMBA商管聯盟，打破校際限制，混合分組，期望以跨校研討的方式，讓各校EMBA學生充分聯誼與學習。混合分組除讓知識學習上能更加完整外，從北到南的串連網路，讓學生跨越了校際、地理限制，擴大人脈知識網，同時增加同業或異業結合交流的機會。

### 臺灣歐洲聯盟中心
2009年6月，歐洲聯盟選定興大在內的7所臺灣高等教育學府聯合組成「臺灣歐洲聯盟中心」，第一期4年共補助110萬歐元，規劃用於各校開設歐盟研究課程、歐盟相關研討會、獎學金等。中心要職分屬4所核心成員大學（臺大、政大、輔大、興大）。

### 正興城灣盃
城灣盃是國立成功大學與國立中山大學兩校之間的校際競賽，類似「梅竹賽」。城灣盃名稱是經由兩校學生過投票，選出中山大學學生吳昆庭的命名方案所確定的。「城」代表成大，取名台南府「城」，又與「成」大諧音；「灣」意指中山的西子「灣」。「城灣盃」以西元紀年，偶數年為成大主辦，奇數年則是中山主辦，2006年為首屆。2009年，因應興大加入第二年，第四屆的比賽改名為「興城灣盃」。2011年納入國立中正大學的參與，更名為「正興城灣盃」。

## 校園媒體

### 興新聞
報導中興大學的校園新聞，由興大秘書室媒體公關中心負責編輯。

### 鹿鳴文化資產中心
前身為文學院於2008年4月創刊的鹿鳴電子報。2008年10月創立的興大夢工廠於2009年7月更名為鹿鳴電影工作坊。2010年3月相繼成立的鹿鳴電視台。2010年7月，前文學院林富士院長集結電子報、電影工作坊及電視台，正式創立「鹿鳴文化資產中心」。 目前除了輔助校內影視相關課程教學外，並持續承接校內各單位活動委託，透過影像記錄校園生活。
鹿鳴電子報
2008年由前文學院林富士院長所創辦，是提供給學生實習的電子月刊。除特聘的實習記者外，並開放創作專區供自由投稿。特約採訪稿每期訂定主題，以人文關懷角度出發，做深度報導。發行旨在透過實務操作，提升學生溝通表達、文字創造、電腦及設備操作、問題解決，及攝影實作能力。自2011年8月起改為雙月刊，已於2013年暫時停刊。
興大人物誌
自2013年起，由秘書室委託製作，透過影音專題記錄校內不同領域優秀教師的故事及貢獻。

## 校友資格
依國立中興大學校友總會組織章程，校友資格包含:

(一)國立中興大學畢業者

(二)前台灣省立中興大學、前台灣省立農學院、前台灣省立法商學院畢業者

(三)前台灣農林專門學校、前台灣高等農林學校、前台北帝大農林專門部、前台中高等農林學校、前台灣省立台中農業專科學校、前台灣省立行政專科學校、前台灣省立行政專修班畢業者

(四)任教中興大學者。

## 外部連結
- 國立中興大學 （页面存档备份，存于）
- 國立中興大學南投分部 （页面存档备份，存于）
- 興湖紀事 （页面存档备份，存于）
- 國立中興大學的Facebook專頁
- 國立中興大學的YouTube頻道 （页面存档备份，存于）
- 國立中興大學的Instagram專頁
- 大專校院校務資訊公開平台 （页面存档备份，存于）